# 위롱샨밭쥐
위롱샨밭쥐(Eothenomys proditor)는 비단털쥐과에 속하는 설치류의 일종이다. 중국 쓰촨성과 윈난성 국경 지대 위롱 설산 지역의 토착종이다.